# 3x3男子ラトビア代表
3x3男子ラトビア代表（スリー エックス スリーだんしラトビアだいひょう、英：Latvia men's national 3x3 team）は、ラトビアバスケットボール協会（LJBL）によって編成され、国際大会に派遣されるラトビアの男子3x3（3人制バスケットボール）ナショナルチーム。3x3がオリンピック正式種目となった東京2020大会で優勝した。

## オリンピック
東京大会は1次リーグを4勝3敗の3位で通過。準々決勝で日本、準決勝でベルギー、決勝は試合途中に4人の選手の内の1人（クルーミンシュ）が負傷しながら、ROC（ロシアオリンピック委員会のチーム）を破り、初代王者となった。
| 年   | 成績 | Pld | W | L | 選手                                                                                         |
| ---- | ---- | --- | - | - | -------------------------------------------------------------------------------------------- |
| 2020 | 優勝 | 10  | 7 | 3 | ナウリス・ミエジス、カールリス・ラスマニス、エドガルス・クルーミンシュ、アグニス・チャバルス |

## FIBA3x3ワールドカップ
- 準優勝（2019）